# Collège de Malte

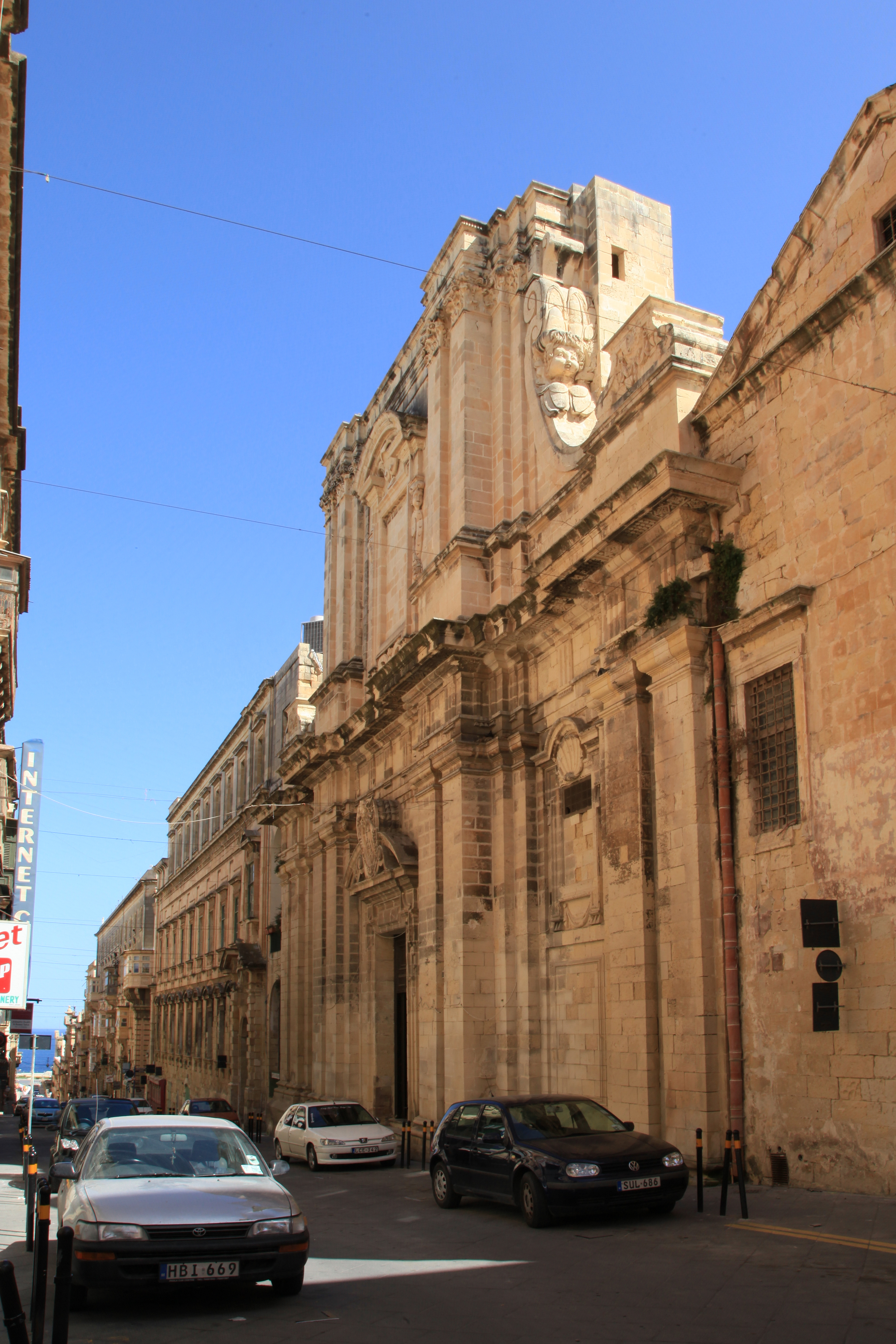
Façade et église) de l'ancien collège

Le Collège de Malte (en latin: Collegium Melitense) est une institution éducative jésuite fondée à La Valette (Malte) le 12 novembre 1592 à la demande du pape Clément VIII. Lorsque les jésuites furent expulsés de Malte (1768), elle se transforma en université qui en occupe encore les bâtiments.

## Histoire

### Fondation
L'île de Malte est stratégiquement importante dans la confrontation du monde chrétien avec le monde arabe et musulman. Ignace de Loyola en avait conscience qui, déjà en 1553, souhaitait répondre positivement à la demande de l’évêque local, Mgr Domenico Cubelles, qui souhaitait la fondation d’un collège. Le projet ne se réalisa pas. 
Lorsque Malte est assiégée par les Turcs, François de Borgia envoie sept jésuites pour y apporter le soutien spirituel du Pape Pie IV à la population (1565). Treize ans après la défaite des Turcs, en 1578, trois Jésuites (dont le premier maltais) arrivent à Malte. Une nouvelle invitation (de Mgr Tommaso Gargallo)  à fonder un collège échoue, à cause de querelles politiques locales. Ils retournent en Sicile.
En application des décisions du concile de Trente le synode diocésain de 1591 avait décidé de la création d’un séminaire. Mais le pape Clément VIII, en 1592, donne sa préférence à l’ouverture d’un collège jésuite à La Valette, financé avec les fonds qui avaient été prévus pour le séminaire. La décision pontificale cause des difficultés car des fonds, qui auraient autrement été mis à la disposition du clergé séculier, passent entre les mains des Jésuites... Le nouveau collège est officiellement établi le 12 novembre 1592, avec un personnel de neuf Jésuites. Son église est achevée en 1609.
En fait, le collège est également séminaire. D’emblée il offre toutes les branches du savoir: grammaire, lettres, philosophie, théologie scolastique et morale, mathématiques et sciences, et déjà comme une petite université. On y enseigne également le français et l’arabe. Le collège est ‘pontifical’ et accorde les grades académiques supérieurs de philosophie et théologie. En 1706 une quinzaine de Jésuites enseignent à 400 élèves. Le théâtre pédagogique y est pratiqué avec succès.
Les relations proches qu’ont les jésuites avec les grands-maitres de l’ordre de Saint-Jean de Jérusalem, leur causent parfois des ennuis, lorsque le grand-maitre est impopulaire. Ainsi en 1639 l’opposition populaire à Jean-Paul de Lascaris-Castellar qui introduit une législation puritaine, entraine la fermeture temporaire du collège. 
Le 19 octobre 1676, le grand maître de l'ordre de Saint-Jean de Jérusalem, Nicolas Cottoner y de Oleza, pour faire face au manque de personnel, nomme Joseph Zammit, frère jésuite infirmier, professeur d'anatomie et de chirurgie à l’hôpital de l'ordre militaire, créant ainsi indirectement une des premières universités de médecine. 
En 1706, le collège comptait plus de 400 étudiants et, au fil des années, le nombre de jésuites engagés dans l'enseignement fluctuait entre quinze et vingt. En 1727 le recteur, Martino de Andrea, obtient l'autorisation du Supérieur Général des Jésuites, Michelangelo Tamburini, de pouvoir conférer des diplômes universitaires (baccalauréat, maîtrise ès arts et doctorat) aux candidats qui satisfaisaient certaines conditions. C'est le début du caractère universitaire de l'institution.

### Expulsion des Jésuites
En 1768 sous la pression de Bernardo Tanucci premier ministre de Naples, le grand maître Manoel Pinto da Fonseca expulse les 28 jésuites œuvrant à Malte. L’année suivante (22 novembre 1769) leur Collegium Melitense est érigé en université: ’Université publique d’études générales’. C’est la naissance de l’université de Malte (qui en 2014 occupe encore les bâtiments de l’ancien collège) avec sa première faculté de médecine créée en 1771.